# Comunità fiamminga del Belgio
La Comunità fiamminga del Belgio (in olandese: Vlaamse Gemeenschap) è una delle tre Comunità linguistiche del Belgio, comprendente tutto il territorio delle Fiandre più la Regione di Bruxelles-Capitale, ufficialmente bilingue (la popolazione di Bruxelles è di lingua olandese per circa il 10% e francofona per il 90%). La Comunità fiamminga è competente sulle materie di tipo educativo-culturale e offre servizi ai cittadini di lingua olandese del Belgio all'interno del suo territorio.
Nel caso delle Fiandre, le competenze della regione fiamminga sono state integralmente assorbite dalle istituzioni della Comunità fiamminga, con sede a Bruxelles, anche se quest'ultima non fa parte del territorio della regione.